# Normatieve groep
Een normatieve groep is een groep mensen die normen en waarden bepalen in de samenleving of binnen een organisatie, die belangrijk is voor het functioneren van de organisatie of het land.
Hieronder vallen vakbonden, lokale geschreven pers, nationale geschreven pers, televisieproducenten, radio-dj's, bisdommen en pastorale groepen.